# Zhu Yangzhu
Zhu Yangzhu (Jiangsu, setembro de 1986), é um taikonauta e membro do Partido Comunista da China. Ingressou nas forças armadas em setembro de 2005 e no Partido Comunista da China em dezembro de 2006, e é um taikonauta da quarta classe no Corpo de Astronautas do Exército de Libertação Popular, com a patente de Coronel do Exército. 
Em setembro de 2020, ele foi selecionado como o terceiro lote de astronautas chineses como engenheiro de voo espacial. Em junho de 2022, ele foi selecionado para a tripulação da missão Shenzhou 16.

## Biografia
Zhu Yangzhu estudou na Peixian Middle School na cidade de Xuzhou, província de Jiangsu, que era uma base de seleção de pilotos. Em seu segundo ano do ensino médio, Zhu Yangzhu pretendia se candidatar a piloto da Força Aérea do Exército de Libertação Popular, mas foi desencorajado por seu professor de classe e, quando prestou o exame de admissão para a faculdade em 2005, matriculou-se na Escola de Engenharia Aeroespacial e de Materiais (a antecessora da Faculdade de Ciências Aéreas e Espaciais) da Universidade Nacional de Tecnologia de Defesa do Exército de Libertação Popular, com especialização em Sistemas e Engenharia de Aeronaves.
Ele permaneceu na Universidade Nacional de Tecnologia de Defesa para estudos de pós-graduação sob a tutela do Professor Yi Shihe, que se especializou no campo de pesquisa fundamental e inovadora em veículos de alta velocidade. Após se formar com seu PhD em 2015, ele se envolveu em pesquisa de pós-doutorado na antiga Universidade de Tecnologia do PLA e foi recomendado para entrar na Universidade de Engenharia Aeroespacial em 2017.